# Tārīch-i Dschahānguschāy

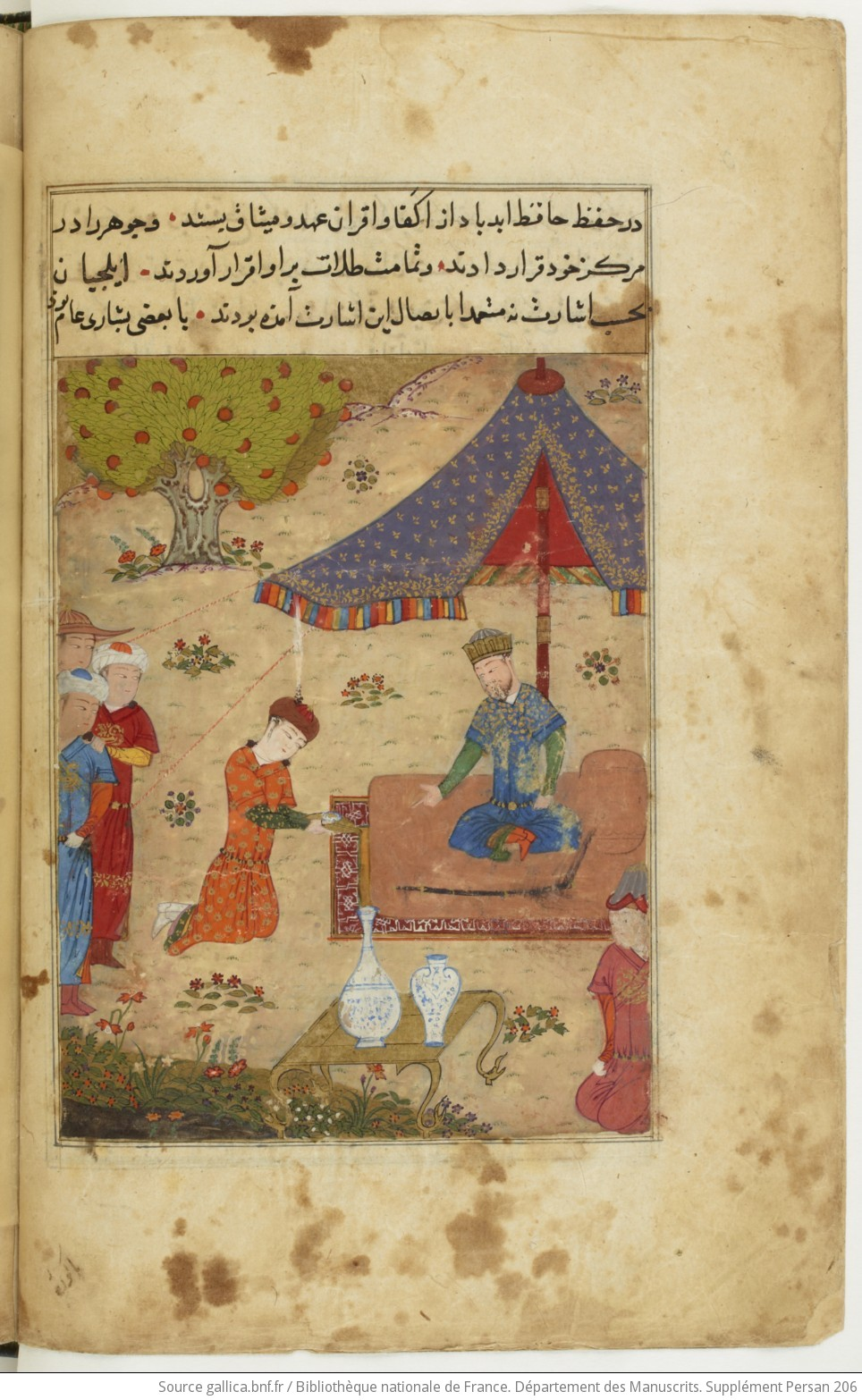
Tārīch-i Dschahānguschāy: Tekuder empfängt eine Botschaft

Tārīch-i Dschahānguschāy (persisch تاريخ جهانگشاى, DMG Tārīḫ-i Ǧahāngušāy, ‚Geschichte des Welteroberers [d. i. Dschingis Khan]‘) ist ein von dem persischen Gelehrten 'Ala ud-Dīn Atā-Mulk Dschuwainī (1226–1283; علاءالدين عطا ملك جويني; manchmal auch Ǧuwaynī) verfasster detaillierter historischer Bericht, der die Eroberung Persiens durch die Mongolen Dschingis Khan, Hülegü und die Ilchane beschreibt, und stellt ein wertvolles Werk persischer Literatur dar.
Dieser Bericht über die  mongolischen und turko-tatarischen Invasionen seines Heimatlandes Iran, der auf Berichten von Überlebenden beruht, ist eine der Hauptquellen für den raschen Vorstoß von Dschingis Khans Streitkräften durch die nomadischen Stämme Zentralasiens und die befestigten Städte der Seidenstraße, inklusive Otrar, Buchara und Samarkand im Jahr 1219, sowie nachfolgender Feldzüge bis zu Dschingis Khans Tod im Jahr 1227 und darüber hinaus.
Manchmal übertreibt er, zum Beispiel wenn er die Stärke der mongolischen Streitkräfte auf 700.000 Mann schätzt, wohingegen andere Berichte die Zahl zwischen 105.000 und 130.000 angeben. Seine Beschreibungen sind oft aus einer Empfindung des Dramas verfasst: vom Fall der Assassinen-Bergfestung Maymun-Diz im November 1256, bei deren Belagerung er dabei war, beschreibt er die Auswirkungen des Trebuchet-(Katapult-)Bombardements auf die Verteidiger auf den Zinnen: 

„Die ersten Steine, die von ihnen abgefeuert wurden, zerbrachen das Trebuchet der Verteidiger und viele wurden darunter zermalmt. Furcht vor den Pfeilen der Armbrustschützen überkam sie, so dass sie in völlige Panik gerieten und aus Schleiern Schilde zu machen versuchten [d. h. sie gaben ihr Bestes, um sich noch mit einer sehr unzulänglichen Ausrüstung zu verteidigen]. Einige die auf Türmen standen krochen in ihrer Angst wie Mäuse in Löcher oder flohen wie Eidechsen in Felsspalten.“

Zusammen mit Raschid ad-Dins Dschami' at-tawarich und der mongolisch/chinesischen Version der Geheimen Geschichte der Mongolen sind Dschuwainīs Beschreibungen jedoch eine sehr wertvolle Quelle für die mongolische Geschichte der damaligen Zeit.
Eine seiner überzeugendsten Beschreibungen ist die der mongolischen Jagd oder nerge als eine militärische Übung für die nomadischen Mongolen. In einem nerge treiben die Streitkräfte alle Tiere einer großen Region zusammen, um vor dem Einbruch des Winters zu Trockenfleisch zu gelangen. Zur Zeit von Dschingis Khan wurde der nerge in eine Disziplinübung umgeformt, mit schweren Strafen für die Kommandeure von Gruppen aus mehreren zehn, hundert oder tausend Leuten, die Tiere entfliehen ließen. Einmal umzingelt, wurden die Tiere unbarmherzig massakriert, zuerst vom Khan, dann von den Prinzen, und schließlich, auf Befehl, von den Streitkräften. Dies geschah, um für die Skrupellosigkeit mongolischer Angriffe auf befestigte menschliche Ansiedlungen ein Vorbild zu schaffen.
Vieles von der Skrupellosigkeit in diesem Bericht mag jedoch übertrieben worden sein, möglicherweise weil es kein Stigma im mongolischen Ethos gegen das Töten von Widerständlern gab. Zum Beispiel wurden nach dem Fall von Merw im heutigen Turkmenistan die Menschen zusammengetrieben und unter den Soldaten in Zehner-, Hunderter- und Tausendergruppen verteilt, und ein jeder in der verbleibenden mongolischen Armee wurde mit der Hinrichtung von „drei- bis vierhundert Menschen“ beauftragt. Es besteht jedoch kein Zweifel, dass diese Art von Terror Teil der mongolischen Kriegführung war.

## Zitat
“[…] Unquestionably the best and most authoritative account of one of the most important events in the world's history, namely the sudden rise and expansion of the Mongol power in the thirteenth century of our era. […]”